# Hobbs Angel of Death
Banda de thrash metal da Austrália.
A banda começou em 1987 como um projeto solo do líder da banda, Peter Hobbs. O álbum de estreia, com o mesmo nome da banda, foi gravado em Berlin e lançado em 1988, pela gravadora alemã Steamhammer.O álbum foi classificado como um dos grandes lançamentos de metal cult dos anos 80.
Teve como membros da banda Peter Hobbs (vocais, guitarra, 1987-2019), Darren McMaster-Smith (bateria, 1987-1989), Steve Scott (baixo, 1987-1988), Mark Wooley (guitarra, 1987, 2002-2003), Karl Monara (baixo, 1987), Sham Littleman (bateria, 1987), Phil Gresik (baixo, 1988-1989), Nick Maltezos ( "Idda" Porciani (guitarra, 2013-2014), Iago Bruchi (bateria, 2013-2019), Alessio "Cane" Medici (baixo, 2013-2019), Simon Wizen (guitarra, 2014-2019).
O ultimo disco da banda, Heaven Bled, foi lançado em 2016.
Peter Hobbs, fundador da banda, faleceu aos 58 anos, em 21 de outubro de 2019, em sua casa em Queensland.